# Ширьево
Ширьево — разъезд в Кадуйском районе Вологодской области.
Входит в состав сельского поселения Семизерье (до 2015 года входил в Мазское сельское поселение), с точки зрения административно-территориального деления — в Мазский сельсовет.
Расстояние по автодороге до районного центра Кадуя — 58 км, до центра сельсовета деревни Маза — 15 км. Ближайшие населённые пункты — Верхний Двор, Капчино, Шоборово.
По переписи 2002 года население — 8 человек.